# プジョー・ジャポン
プジョー・ジャポン(Peugeot Japon)は、かつて存在したプジョーの日本法人である。
2008年4月1日にシトロエン・ジャポンと合併し、プジョー・シトロエン・ジャポン(2020年にGroupe PSA Japanに改名)、そしてその後2022年にFCAジャパンとともにStellantisジャパンとなった。

## 概要

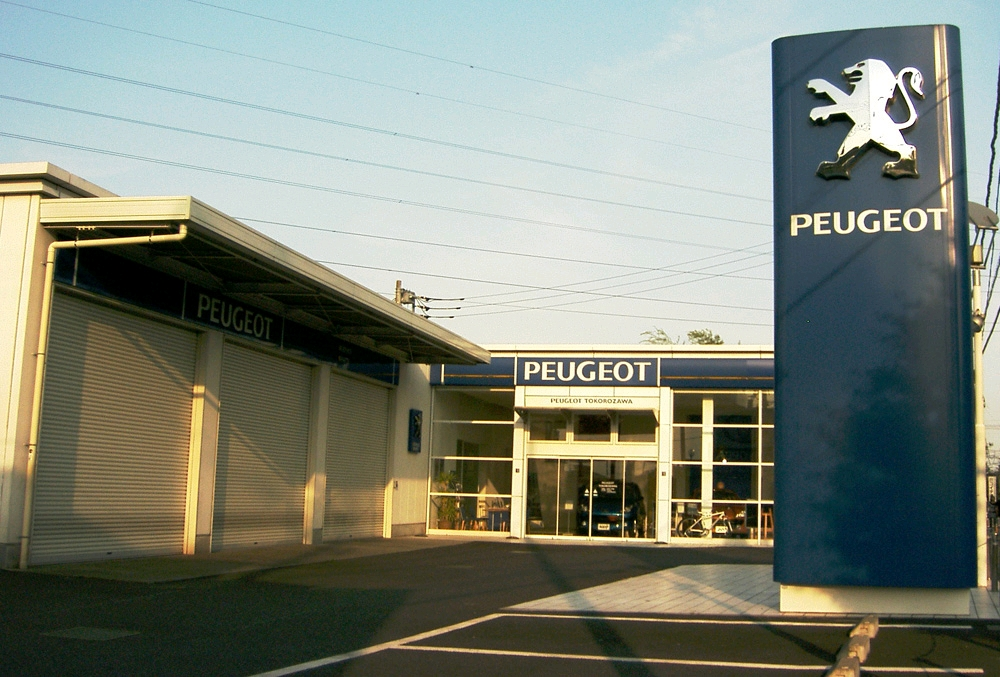
旧タイプショールーム（プジョー所沢）

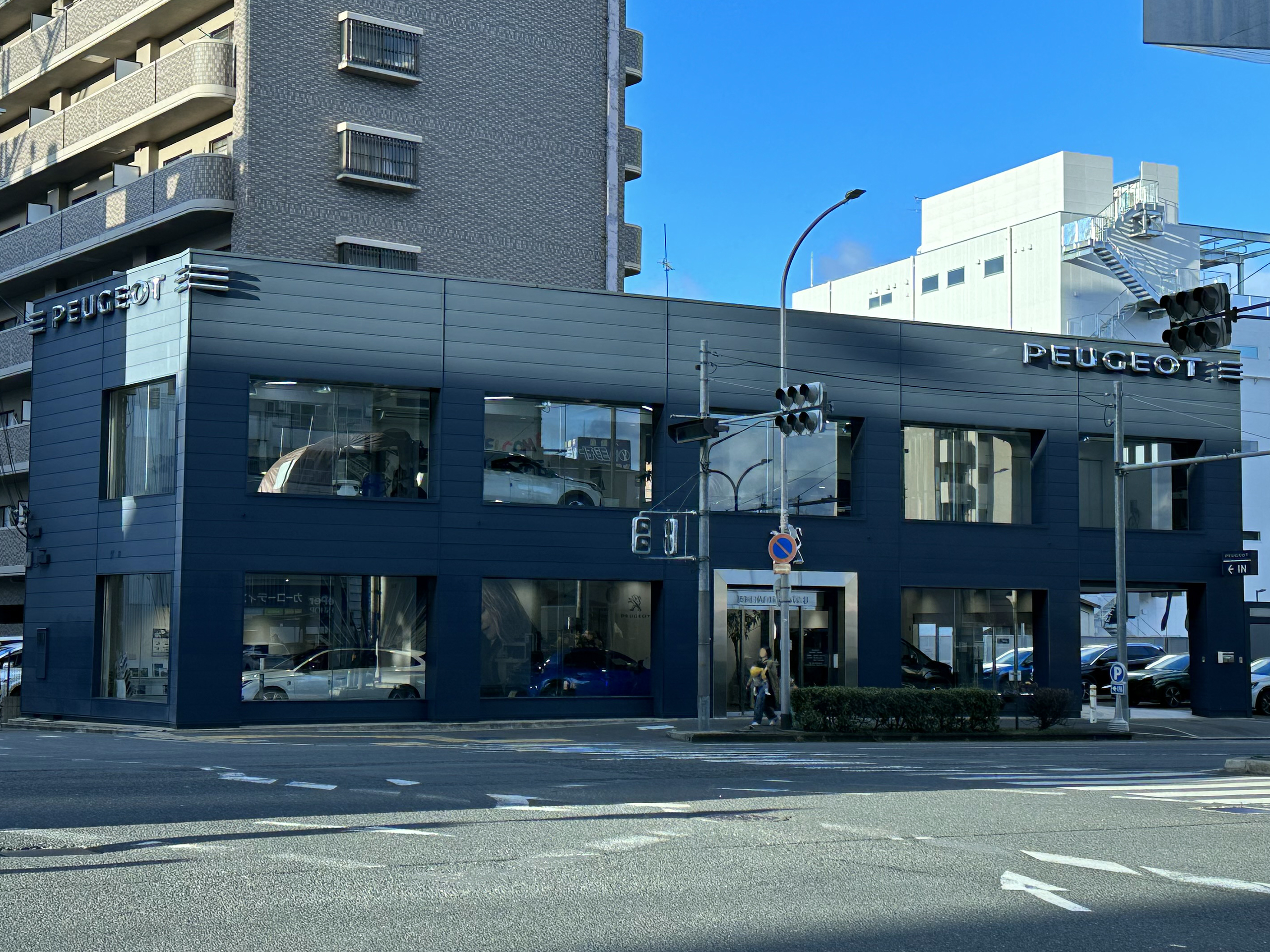
現行ショールーム（プジョー東大阪）

かつては、新東洋企業(1950年代-1973年)、西武自動車販売（1976年-1995年）、オースチンローバージャパン(ARJ)（1986年-1992年）、スズキ（1987年-1994年）などがプジョーの輸入・販売を行っていた。
1989年、フランス、オートモビル・プジョー社の完全子会社としてプジョー・ジャポンが設立され、1990年10月にはプジョー車の独占輸入権を得た。1993年に英国の商社インチケープ・ドッドウェルとの合弁企業「インチケープ・プジョー・ジャパン」（通称：プジョー・ジャポン）に変更。その後、2000年にインチケープ社が撤退し、同時に社名も「プジョー・ジャポン株式会社」と変更された。
2003年、全世界統一の、ショールームの新CIコンセプト「ブルーボックス」を日本ディーラー網に導入。「青と白の宝石箱」というコンセプトになっている。
2004年、東京都でプジョー・ディーラーを展開していた日商岩井自動車販売の経営権を双日から譲渡され、同社は子会社「プジョー東京」とされた。（現在はプジョー・シトロエン東京に社名変更）
2008年4月1日より、シトロエン・ジャポンと統合し、プジョー・シトロエン・ジャポンが輸入を行うことになった正規販売網として直営店を含む100店舗以上のプジョーディーラー（2006年8月までは「ブルーライオン」と呼んでいた）は合併後もシトロエン販売網とは独立して存続し、日本におけるプジョー車の輸入・販売・整備を行っている。

## 主なプロモーション活動

### 提供番組
- テレビ朝日「木曜ドラマ」に番組提供(2001年～2003年3月)。「婚外恋愛」（永作博美主演）ではブルーライオン目黒が舞台になった。
- J-WAVEのラジオ番組「Jam the World - PEUGEOT GUESS THE NEXT」に番組提供(2002年7月～2004年3月)
- TOKYO FMの特別番組「サンデースペシャル Driving in Beauty ～PEUGEOT206～｣に番組提供。長谷川理恵のトーク（主に206で湘南をドライブした感想）とorange pekoeのライブを放送（2005年10月23日）。
- 日本テレビ「アンテナ22」、「恋のから騒ぎ」に番組提供 (2006年4月～9月）。
- 「J-WAVE GOLDEN WEEK SPECIAL PEUGEOT FANTASTIC VOYGE」に番組提供（2009年5月6日）。
- 報道ステーション（テレビ朝日）金曜日のスポンサー（2009年6月～7月、10月～11月）。
- とくダネ（フジテレビ）木曜日のスポンサー（2020年10月　- ）

### スポーツ関連
- サッカー「JリーグJOMOオールスターサッカー」に協賛(2001年～2002年)
- サッカー「FC東京VSレアルマドリード戦」（2003年8月）に協賛
- 女子ゴルフトーナメント、「フィランソロピー・LPGAプレイヤーズ・チャンピオンシップ」に協賛。優勝者の副賞としてCoupe 407、207CCなどを提供。(2006年～2008年)
- 女子プロゴルファー、北田瑠衣のスポンサーとなり、407SWを貸与（2007年）
- FC琉球のスポンサー（2009年）

### その他
- フランス映画祭横浜に協賛 (～2004年)。607や406などがオフィシャルカーとして採用された。
- 実写映画「デビルマン」（2004年10月公開）に206CCを車両提供
- 東京・南青山にあるブティック「KENZO青山店」でファッションショー、「307CC meets KENZO」を開催、307CCの試乗会も実施。(2004年11月)
- スカイパーフェクTV!開局10周年イベント、「東京プラージュ2005」に206SW、206CCを出展（2005年7月）
- 鎌倉・由比ガ浜の海の家「チャイナクイックリゾート」に1007を1週間限定で展示。(2006年7月)
- 100% Design Tokyo 2006にマガジンハウスの雑誌「CasaBRUTUS」、「BRUTUS」、「relax」とコラボレーションした1007を出展。(2006年11月)
- ラ・フォル・ジュルネ・オ・ジャポン 「熱狂の日」音楽祭に協賛 (2008年)